# اندام عقبی
اندام عقبی (به انگلیسی: Hindlimb) یا اندام پشتی (back limb) یکی از زائده‌های مفصلی جفتی (اندام) است که در انتهای دمی (خلفی ) نیم‌تنه مهره‌داران چهارپای زمینی متصل شده‌است. با اشاره به چهارپاها، اصطلاح پای عقبی یا پای پشتی اغلب به جای آن استفاده می‌شود. در جانوران دوپا با حالت ایستاده (مانند انسان و برخی پستانداران)، اغلب از اصطلاح اندام زیرین استفاده می‌شود.
این بخش روی اندام یک جانور قرار دارد. اندام عقبی در تعداد زیادی از چهارپاها وجود دارد. اگرچه این اندام خلفی است، اما در برخی از جانوران می‌تواند سبب لنگش شود. راه رفتن در اندام عقبی را دوپا می‌گویند.